# Handläggare
Handläggare är traditionellt en yrkestitel för tjänstemän inom statliga myndigheter och kommunal förvaltning som arbetar med att utreda och förvalta (handlägga) ärenden. Detta kan även inkludera fattandet av myndighetsbeslut. Yrkestiteln används även i viss utsträckning inom privat sektor, främst inom försäkringsbranschen.
Inom framförallt statlig förvaltning tenderar enskilda handläggare att ha stor självständighet i hanteringen av sina tilldelade ärenden, områden och utredningar. En historiskt bidragande orsak till detta var att den enskilde handläggaren fram till 1976 straffrättsligt kunde ställas till svars för oriktigheter i dennes myndighetsutövning genom det så kallade tjänstemannaansvaret. Handläggartjänster kan dock även vara rent administrativa.
Handläggare är i regel universitets- eller högskoleutbildade och enligt Sveriges akademikers centralorganisation är de vanligaste utbildningarna bland handläggare jurist, ekonom, samhällsvetare och socionom.